# Roadracing-VM 1961
| Klass   | Mästare individuellt   | Mästare konstruktörer |
| ------- | ---------------------- | --------------------- |
| 500GP   | Gary Hocking           | MV Agusta             |
| 350GP   | Gary Hocking           | MV Agusta             |
| 250GP   | Mike Hailwood          | Honda                 |
| 125GP   | Tom Phillis            | Honda                 |
| Sidvagn | Max Deubel/Emil Hörner | BMW                   |

Världsmästerskapen i Roadracing 1961 arrangerades  av F.I.M. Säsongen bestod av elva Grand Prix i fem klasser: 500cc, 350cc, 250cc, 125cc och Sidvagnar 500cc. Den inleddes 23 april med Frankrikes Grand Prix och avslutades med Argentinas Grand Prix den 15 oktober.

## Säsongen i sammanfattning
De senaste årens dominanter John Surtees och Carlo Ubbiali hade slutat. MV Agusta försvarade sina VM-titlar i 500cc- och 350cc-klasserna genom Gary Hocking från Sydrhodesia. Honda tog sina första VM-titlar genom britten Mike Hailwood i 250cc och australiensaren Tom Phillis i 125cc.

## 1961 års Grand Prix-kalender
Antalet deltävlingar ökade från sju till elva 1961.
| Omg. | Datum | Grand Prix     | Bana                   | Segrare 125cc       | Segrare 250cc       | Segrare 350cc     | Segrare 500cc     | Segrare Sidvagn       |
| ---- | ----- | -------------- | ---------------------- | ------------------- | ------------------- | ----------------- | ----------------- | --------------------- |
| 1    | 23/4  | Spanien        | Montjuïc               | Tom Phillis         | Gary Hocking        |                   |                   | Fath/Wohlgemuth       |
| 2    | 14/5  | Västtyskland   | Hockenheimring         | Ernst Degner        | Kunimitsu Takahashi | Frantisek Stastny | Frantisek Stastny | Deubel Hörner         |
| 3    | 21/5  | Frankrike      | Charade                | Tom Phillis         | Tom Phillis         |                   | Gary Hocking      | Scheidegger/Burkhardt |
| 4    | 12/6  | Isle of Man TT | Mountain course        | Mike Hailwood       | Mike Hailwood       | Phil Read         | Mike Hailwood     | Deubel/Hörner         |
| 5    | 24/6  | TT Assen       | TT Circuit Assen       | Tom Phillis         | Mike Hailwood       | Gary Hocking      | Gary Hocking      | Deubel/Hörner         |
| 6    | 2/7   | Belgien        | Spa-Francorchamps      | Luigi Taveri        | Jim Redman          |                   | Gary Hocking      | Scheidegger/Burkhardt |
| 7    | 30/7  | Östtyskland    | Sachsenring            | Ernst Degner        | Mike Hailwood       | Gary Hocking      | Gary Hocking      |                       |
| 8    | 12/8  | Ulster         | Dundrod Circuit        | Kunimitsu Takahashi | Bob McIntyre        | Gary Hocking      | Gary Hocking      |                       |
| 9    | 3/9   | Nationernas GP | Monza                  | Ernst Degner        | Jim Redman          | Gary Hocking      | Mike Hailwood     |                       |
| 10   | 17/9  | Sverige        | Råbelövsbanan          | Luigi Taveri        | Mike Hailwood       | Frantisek Stastny | Gary Hocking      |                       |
| 11   | 15/10 | Argentina      | Autódromo Buenos Aires | Tom Phillis         | Tom Phillis         |                   | Jorge Kissling    |                       |

De sex främsta i varje race fick poäng enligt tabellen nedan. De sex bästa resultaten räknades i mästerskapen för samtliga klasser utom i sidvagnskalssen där de fyra bästa resultaten räknades.
| Plats | 1 | 2 | 3 | 4 | 5 | 6 |
| ----- | - | - | - | - | - | - |
| Poäng | 8 | 6 | 4 | 3 | 2 | 1 |